# Наска (хребет)
Хребет Наска — океанічний хребет, розташований на плиті Наска біля західного узбережжя Південної Америки. Ця плита та хребет зазнають субукцію під Південноамериканську плиту по конвергентній границі, відомій як Перуансько-Чилійський жолоб, зі швидкістю 7,7 см/рік.. Хребет Наска розпочав субдукцію у точці 11° S, приблизно 11,2 Ма, і поточне місце субдукції становить 15° S. Хребет складається з аномально товстої базальтової океанічної кори, що в середньому становить 18 ± 3 км. Ця субдукція плоскої плити була пов'язана з підйомом басейну Піско, припиненням вулканізму Анд та підняттям дуги Фіцкарральда у Південній Америці приблизно 4 Ма

## Морфологія
Хребет Наска має ширину близько 200 км, довжину — 1100 км та батиметричний рельєф — 1500 м Похил схилів становить 1-2 градуси. Хребет знаходиться на глибині 4000 м нижче рівня моря, вище рівня вуглеродної компенсації. Хребет покрито пелагічним вапном завтовшки 300—400 м. Згідно аналізу хвиль Релея хребет має середню товщину кори 18 ±3 км, проте місцями досягає потужності 35 км. Це значення аномально велике для океанічної кори. Для порівняння, підстилаюча плита Наска, має товщину 6 — 8 км, середньосвітове значення — близько 7 км.

## Утворення
Вік базальту, частини хребта Наска, яка зазнає субдукції у Перуансько-Чилійському жолобі — 31 ± 1 Ma, у місці примикання хребта Наска і хребта острова Пасхи — 23 ± 1 Ма.. Базальт також використовувався, щоб з'ясувати, що хребет Наска та хребет острова Пасхи утворено з одного джерела магми, хребет острова Пасхи утворено після того як плита Наска змінила напрям руху. Утворення розпочалось вздовж спредингового центру Тихоокеанський-Фараллон/Наска, і було связано з вулканізмом гарячої точки. Найімовірніше місце розташування гарячої точки між островом Пасхи та Сала-і-Гомес . Хребет головним чином складається з базальтів серединно-океанічних хребтів, які вивергалися на плиті Наска, коли плиті було вже 5-13 Ма. Досліджуючі радіоізотопні данні науковці прийшли до висновку що джерело магми знаходилось на глибині приблизно 95 км з 7 % плавленням. Хребет Наска має продовження на Тихоокеанській плиті — плато Туамоту.

## Історія субдукції та міграції
Плита Наска розпочала субдукцію у Перуансько-Чилійському жолобі 11,2 Ма у точці 11° S. Через косу орієнтацію хребта до зони колізії плит Наска-Південна Америка, хребет перемістився на південь уздовж активного краю до його поточного місця розташування — 15° S. Спираючись на дзеркальне співвідношення плато Туамоту, підраховано, що 900 км хребта Наска вже зазнали субдукції. Швидкість міграції з часом сповільнювалася, до 10,8 Ма — 7,5 см/рік, 10,8-4,9 Ма — до 6,1 см/рік. Поточна швидкість міграції хребта становить 4,3 см/рік. Поточна швидкість субдукції плити — 7,7 см/рік.